# Тарнобжезький повіт
Тарнобжезький повіт (пол. powiat tarnobrzeski) — один з 21 земських повітів Підкарпатського воєводства Польщі.
Утворений 1 січня 1999 року внаслідок адміністративної реформи.

## Загальні дані
Повіт знаходиться у північно-західній частині воєводства.
Адміністративний центр — місто Тарнобжег (не входить до складу повіту).
Станом на 1.01.2008 населення становить 53 643 осіб, площа 521,06 км².

## Демографія
Демографічні дані повіту станом на 30.06.2005:
|       | Всього | Всього | Жінки  | Жінки | Чоловіки | Чоловіки |
| ----- | ------ | ------ | ------ | ----- | -------- | -------- |
|       | осіб   | %      | осіб   | %     | осіб     | %        |
| Повіт | 53 846 | 100    | 27 382 | 50,9  | 26 464   | 49,1     |
| Міста | 12 867 | 100    | 6634   | 51,6  | 6233     | 48,4     |
| Села  | 40 979 | 100    | 20 748 | 50,6  | 20 231   | 49,4     |